# Gomphandra coriacea
Gomphandra coriacea es una especie de planta de la familia Stemonuraceae, nativa de Sri Lanka, descrita por primera vez por Robert Wight.

## Descripción
Es una especie dioica, en el que las cimas masculinas surgen en zona axilar con pocas flores, mientras que en las flores femeninas son de uno, dos o tres racimos. Tiene un fruto de forma oblonga, cilíndrica, con hokas coriáceas de forma oval, atenuada en los extremos, a obovadas cuneadas.